# Sweeney (Familienname)
Sweeney ist ein englischer Familienname.

## Namensträger
- Al Sweeney (1914–1984), US-amerikanischer Filmarchitekt
- Alison Sweeney (* 1976), US-amerikanische Schauspielerin
- Anne Sweeney (* 1958), US-amerikanische Managerin
- Arthur Sweeney (1909–1940), britischer Leichtathlet
- Bob Sweeney (* 1964), US-amerikanischer Eishockeyspieler
- Brian Sweeney (* 1961), kanadischer Regattasegler
- Ceri Sweeney (* 1980), walisischer Rugby-Union-Spieler
- Charles Sweeney (1919–2004), US-amerikanischer General und Pilot
- Daisy Peterson Sweeney (1920–2017), kanadische Klavierpädagogin und Organistin
- Daniel Bernard Sweeney (* 1961), US-amerikanischer Schauspieler
- David Sweeney (1960–2021), kanadischer Regattasegler
- Don Sweeney (* 1966), kanadischer Eishockeyspieler
- Emily Sweeney (* 1993), US-amerikanische Rennrodlerin, siehe Emily Fischnaller
- Emmet Sweeney (* 1955), britischer Historiker und Ägyptologe
- Eric Sweeney (1905–1968), englischer Fußballspieler
- Fionnuala Sweeney (* 1965), irische Moderatorin und Fernsehjournalistin
- Garry Sweeney (* 1973), britischer Schauspieler
- George Clinton Sweeney (1895–1966), US-amerikanischer Politiker
- Jack Sweeney (* 2002), US-amerikanischer Softwareentwickler und Unternehmer
- James Sweeney (Filmeditor) (1901–1957), US-amerikanischer Filmeditor
- James Sweeney (Regisseur) (* 1990), US-amerikanischer Regisseur, Drehbuchautor, Produzent und Schauspieler
- James Johnson Sweeney (1900–1986), US-amerikanischer Kunsthistoriker
- James Joseph Sweeney (1913–1968), US-amerikanischer Geistlicher, Bischof von Honolulu
- Joel Sweeney (1810–1860), US-amerikanischer Banjospieler
- John Sweeney (Journalist) (* 1958), britischer Journalist
- John Sweeney (Sänger), US-amerikanischer Opernsänger (Bassbariton)
- John E. Sweeney (* 1955), US-amerikanischer Politiker
- John J. Sweeney (1934–2021), US-amerikanischer Gewerkschafter
- John Roland Sweeney (1931–2001), kanadischer Politiker
- Joseph Sweeney (1882–1963), US-amerikanischer Schauspieler
- Julia Sweeney (* 1959), US-amerikanische Schauspielerin
- Kevin Sweeney (Footballspieler) (* 1963), US-amerikanischer Footballspieler
- Kevin Sweeney (Bischof) (* 1970), US-amerikanischer Geistlicher und römisch-katholischer Bischof von Paterson
- Linda Sweeney (* 1959), US-amerikanische Triathletin und Radsportlerin
- Mac Sweeney (1955–2024), US-amerikanischer Politiker
- Madeline Amy Sweeney (1965–2001), amerikanische Flugbegleiterin
- Martin L. Sweeney (1885–1960), US-amerikanischer Politiker
- Mary Sweeney (* 1953), US-amerikanische Filmeditorin, -produzentin und Drehbuchautorin
- Matthew Sweeney (1952–2018), irischer Schriftsteller
- Megan Sweeney (* 1987), US-amerikanische Rennrodlerin
- Naoise Mac Sweeney (* 1982), irische Klassische Archäologin
- Patrick Sweeney (* 1952), britischer Ruderer
- Robert E. Sweeney (1924–2007), US-amerikanischer Politiker
- Sam Sweeney (* 1989), britischer Folkmusiker
- Sydney Sweeney (* 1997), US-amerikanische Schauspielerin
- Tim Sweeney (Eishockeyspieler) (Timothy Paul Sweeney; * 1967), US-amerikanischer Eishockeyspieler und -scout
- Tim Sweeney (Spieleentwickler) (* 1970), US-amerikanischer Spielentwickler und Unternehmer
- Timothy Sweeney (1935–2017), US-amerikanischer Benediktinerabt
- Walter C. Sweeney Sr. (1876–1963), US-amerikanischer Generalmajor
- William N. Sweeney (1832–1895), US-amerikanischer Politiker